# KV Kortrijk
Koninklijke Voetbalclub Kortrijk este un club de fotbal din Kortrijk, Belgia, care evoluează în Prima Ligă. Echipa susține meciurile de acasă pe Guldensporenstadion cu o capacitate de 9.500 de locuri.